# Andreas Franchi
Andreas Franchi, ital.: Andrea Franchi OP (* 1335, in Pistoia, Italien; † 26. Mai 1401 ebenda) war ein Dominikaner und italienischer Bischof.

## Leben

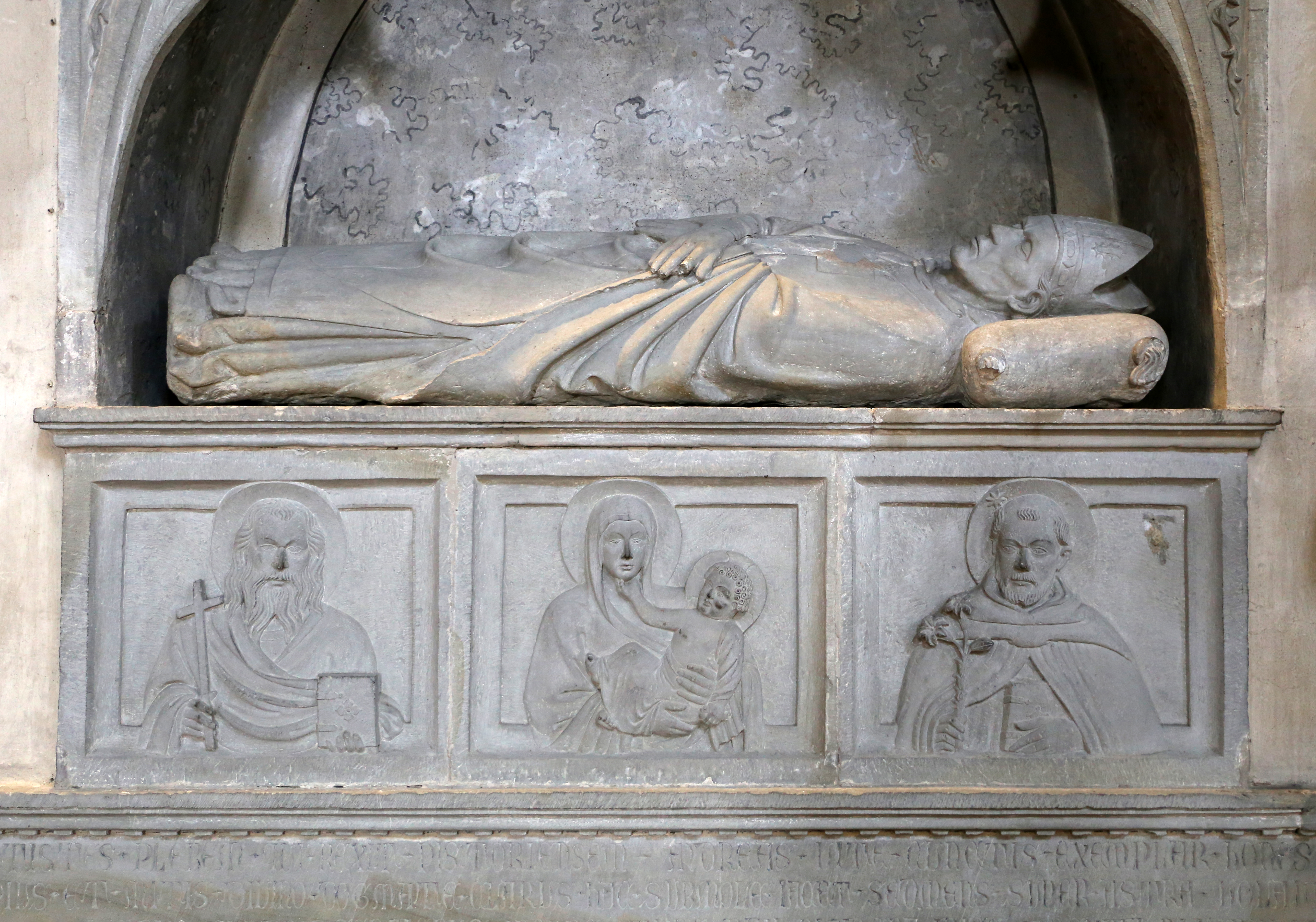
Grabmal des Seligen Andrea Franchi – Kirche San Domenico (Pistoia)

Andreas Franchi entstammte dem toskanischen Adelsgeschlecht der Franchi-Boccagni und trat mit 14 Jahren in seiner Heimatstadt Pistoia dem Dominikanerorden bei. Nach einer Pestepidemie baute er das Ordensleben wieder auf. 1371 wurde er Prior in Pistoia, dann in Lucca und Orvieto.
Er erwarb sich einen hervorragenden Ruf als Prediger und Lehrer. Im Jahr 1377 wurde er zum Bischof von Pistoia ernannt und tat sich in diesem Amt durch Frömmigkeit und Mildtätigkeit hervor. 1400 bat er um Entbindung vom Bischofsamt und kehrte in sein Kloster Pistoia zurück. Papst Benedikt XV. sprach ihn 1921 selig. Der Gedenktag des Seligen ist am 26. Mai, im Dominikanerorden am 27. Mai.